# Gill Voria
Gill Voria (Agropoli, 18 luglio 1974) è un dirigente sportivo, allenatore di calcio ed ex calciatore italiano, di ruolo difensore,  tecnico del Siena.

## Carriera
Difensore centrale, dopo una lunga trafila nelle giovanili dell'Avellino ha cominciato la sua carriera professionistica debuttando in Serie B con gli Irpini nel 1991-92, anno della retrocessione in Serie C1; con la stessa squadra giocherà nei due anni successivi, in cui i campani si classificano rispettivamente al 6º ed al 9º posto nel girone B di Serie C1. Passa quindi al Pescara in B per due campionati di centroclassifica e poi al Cosenza, anch'essa in B, con cui subisce un'altra retrocessione in C1. Ad inizio campionato 1997-1998 viene però ceduto dai calabresi al Siena, con cui nella stagione 1999-2000 conquista la promozione in Serie B e dove disputa tre stagioni prima di tornare in Serie C1 nel gennaio 2003 con la maglia dell'Avellino una seconda volta: stavolta la stagione è più fortunata, la fine del campionato 2002-03 vede gli irpini al 1º posto nel girone B di Serie C1 e promossi in Serie B. A fine stagione viene però ceduto al Benevento, con cui nel campionato 2003-04 sfiora la promozione in serie B dopo la sconfitta nei play-off con il Crotone e dopo un altro campionato tranquillo, in seguito ai problemi economici della squadra passa prima alla Juve Stabia, che si salverà dalla retrocessione, poi al Perugia dove sfiora la qualificazione ai play-off per la promozione in serie B. Superati i 30 anni, scende nel gennaio 2007 in Serie C2, dove gioca con il Portogruaro che si salva dalla retrocessione in Serie D e con il Teramo che malgrado i gravissimi problemi economici si piazza alla fine della stagione all'8º posto in Serie C2.
Nella stagione 2011/12 conclude la carriera con la maglia della Olimpia Colligiana che militava nel campionato di Eccellenza Toscana. Cessata la carriera a causa di un grave infortunio intraprende quella di allenatore iniziando con la formazione Juniores della Olimpia Colligiana, ma viene esonerato prima della fine del campionato.
In carriera ha totalizzato 136 presenze e 6 reti in Serie B.
Dal 2017 è allenatore dell'under 17 nazionali lega pro della Robur Siena. 
Nell'estate del 2021 assume la guida dell'under 19 del club bianconero.
Per l'annata 2023-2024 diviene vice allenatore sempre del Siena, ripartito dall' Eccellenza.  Nella stagione 2024-2025 diviene allenatore  della formazione Juniores Nazionali del club bianconero. Il 7 aprile 2025, dopo l'esonero di Magrini, viene promosso alla guida della prima squadra,  in Serie D.

## Statistiche

### Statistiche da allenatore

#### Club
Statistiche aggiornate al 4 maggio 2025.
| Stagione        | Squadra         | Campionato      | Campionato | Campionato | Campionato | Campionato | Coppe nazionali | Coppe nazionali | Coppe nazionali | Coppe nazionali | Coppe nazionali | Coppe continentali | Coppe continentali | Coppe continentali | Coppe continentali | Coppe continentali | Altre coppe | Altre coppe | Altre coppe | Altre coppe | Altre coppe | Totale | Totale | Totale | Totale | % Vittorie | Piazzamento |
| Stagione        | Squadra         | Comp            | G          | V          | N          | P          | Comp            | G               | V               | N               | P               | Comp               | G                  | V                  | N                  | P                  | Comp        | G           | V           | N           | P           | G      | V      | N      | P      | %          | Piazzamento |
| --------------- | --------------- | --------------- | ---------- | ---------- | ---------- | ---------- | --------------- | --------------- | --------------- | --------------- | --------------- | ------------------ | ------------------ | ------------------ | ------------------ | ------------------ | ----------- | ----------- | ----------- | ----------- | ----------- | ------ | ------ | ------ | ------ | ---------- | ----------- |
| apr.-giu. 2025  | Siena           | D               | 4          | 2          | 1          | 1          | CI-D            | -               | -               | -               | -               | -                  | -                  | -                  | -                  | -                  | -           | -           | -           | -           | -           | 4      | 2      | 1      | 1      | 50,00      | Sub., 6º    |
| Totale carriera | Totale carriera | Totale carriera | 4          | 2          | 1          | 1          |                 | -               | -               | -               | -               |                    | -                  | -                  | -                  | -                  |             | -           | -           | -           | -           | 4      | 2      | 1      | 1      | 50,00      |             |

#### Giovanili
| Stagione        | Squadra         | Campionato      | Campionato | Campionato | Campionato | Campionato | Coppe nazionali | Coppe nazionali | Coppe nazionali | Coppe nazionali | Coppe nazionali | Coppe continentali | Coppe continentali | Coppe continentali | Coppe continentali | Coppe continentali | Altre coppe | Altre coppe | Altre coppe | Altre coppe | Altre coppe | Totale | Totale | Totale | Totale | % Vittorie | Piazzamento |
| Stagione        | Squadra         | Comp            | G          | V          | N          | P          | Comp            | G               | V               | N               | P               | Comp               | G                  | V                  | N                  | P                  | Comp        | G           | V           | N           | P           | G      | V      | N      | P      | %          | Piazzamento |
| --------------- | --------------- | --------------- | ---------- | ---------- | ---------- | ---------- | --------------- | --------------- | --------------- | --------------- | --------------- | ------------------ | ------------------ | ------------------ | ------------------ | ------------------ | ----------- | ----------- | ----------- | ----------- | ----------- | ------ | ------ | ------ | ------ | ---------- | ----------- |
| 2021-2022       | Siena           | CP4             | 12         | 2          | 4          | 6          | -               | -               | -               | -               | -               | -                  | -                  | -                  | -                  | -                  | -           | -           | -           | -           | -           | 12     | 2      | 4      | 6      | 16,67      | 5º          |
| Totale carriera | Totale carriera | Totale carriera | 12         | 2          | 4          | 6          |                 | -               | -               | -               | -               |                    | -                  | -                  | -                  | -                  |             | -           | -           | -           | -           | 12     | 2      | 4      | 6      | 16,67      |             |

## Palmarès

### Club

#### Competizioni nazionali
- Campionato italiano Serie C1: 2

Siena: 1999-2000
Avellino: 2002-2003
- Supercoppa di Lega di Serie C: 1

Siena: 2000